# 高島市立マキノ東小学校
高島市立マキノ東小学校（たかしましりつ まきのひがししょうがっこう）は、滋賀県高島市マキノ町海津にある市立の小学校。

## 沿革
- 1872年（明治5年）10月17日- 第3大学区第9番中学区第1小学区として創立[1]。
  - 以降、興化学校簡易科海浜小学校、海津小学校、海津尋常小学校、海津村立海津尋常高等小学校と改称。
- 1941年（昭和16年）4月1日 - 国民学校令により海津国民学校と改称。
- 1947年（昭和22年）4月1日 - 学制改革により海津村立海津小学校と改称。
- 1955年（昭和30年）1月1日 - 町村合併により、マキノ町立マキノ東小学校と改称。
- 2005年（平成17年）1月1日 - 5町1村が合併して、市制施行により高島市が発足し、高島市立マキノ東小学校と改称。

## 通学区域
- マキノ町海津、マキノ町西浜、マキノ町高木浜一丁目～二丁目、マキノ町小荒路、マキノ町野口、マキノ町山中、マキノ町下、マキノ町浦、マキノ町在原[2]

## 進学先中学校
- 高島市立マキノ中学校[2]

## 交通アクセス
- 西日本旅客鉄道（JR西日本）湖西線 マキノ駅より徒歩20分[3]。